# Terzan 5
Terzan 5 ist ein Kugelsternhaufen im Sternbild Schütze, welcher ursprünglich als 10,3 kpc (ca. 33.600 Lj) von der Erde und 2,4 kpc vom galaktischen Zentrum entfernt angenommen wurde. Messungen von 1996, 2007 und 2009 legen jedoch eine geringere Distanz zu unserem Sonnensystem nahe. Aktuelle Schätzungen gehen von einer Entfernung von (5,9 ± 0,5) kpc ((19000 ± 1600) Lj) von der Erde aus, jedoch wird Terzan 5 damit noch immer dem Bulge unserer Galaxie zugerechnet.
Entdeckt wurde der Haufen 1968 von Agop Terzan auf Fotoplatten der Sternwarte Haute Provence in Südfrankreich, wobei Terzan später irrtümlicherweise denselben Haufen erneut „entdeckte“ und in der Originalpublikation von 1971 als Terzan 5 und 11 veröffentlichte.
Im Gegensatz zu den allermeisten Kugelsternhaufen, die nur aus einer Sternpopulation bestehen, entstand Terzan 5 in zwei Schüben. Eine Population entstand vor 12 Milliarden Jahren, eine jüngere vor 6 Milliarden Jahren. Ein vergleichbarer Aufbau war bislang nur von Omega Centauri bekannt.
Da Untersuchungen des VLT zeigten, dass Terzan 5 über eine größere Masse verfügt als ursprünglich angenommen, wird in Verbindung mit seiner komplexen Zusammensetzung davon ausgegangen, dass es sich um ein Überbleibsel einer im Anfangsstadium unserer Milchstraße eingefangenen Zwerggalaxie handelt.
In Terzan 5 wurden mindestens 20 Pulsare, darunter der bislang am schnellsten rotierende Millisekundenpulsar PSR J1748-2446ad entdeckt.